# USS Bergall (SSN-667)
USS Bergall (SSN-667) – amerykański myśliwski okręt podwodny z napędem atomowym typu Sturgeon. Wyposażony był w pociski przeciwokrętowe Harpoon oraz rakietowe pociski przeciwpodwodne SUBROC z głowicą jądrową W55 o mocy 5 kT, a także w 23 torpedy Mk. 48 ADCAP i minotorpedy Mk. 60 Captor. „Bergall” zwodowano 17 lutego 1968 roku w stoczni Electric Boat Okręt został przyjęty do służby operacyjnej w marynarce wojennej Stanów Zjednoczonych 13 czerwca 1969 roku, którą pełnił do 6 czerwca 1996 roku